# Crkva Pohođenja Blažene Djevice Marije u Mariji Gorici
Crkva Pohođenja Blažene Djevice Marije je rimokatolička crkva u Mariji Gorici i zaštićeno kulturno dobro.

## Opis dobra
Crkva je podignuta u središtu naselja sa svetištem na zapadnoj strani. Jednobrodna je građevina većih dimenzija pravokutnog broda s užim pravokutnim svetištem, sakristijom uz svetište i zvonikom uz glavno pročelje. Unutrašnjost je svođena križno bačvastim svodovima. Glavno zabatno pročelje je jednostavno, ističe se segmentni nadvratnik portala s volutama i zaglavnim kamenom. Sagrađena je 1517. g. u sklopu franjevačkog samostana, a proširena, preoblikovana i barokizirana 1753. – 1758. g. Sačuvan je vrijedni barokni inventar te gotički kip Bogorodice. Na mjestu srušenog samostana sagrađen je 1843. g. klasicistički župni dvor prema planu graditelja Angela Chiccoa.

## Zaštita
Pod oznakom Z-3918 zavedena je kao nepokretno kulturno dobro - pojedinačno, pravna statusa zaštićena kulturnog dobra, klasificirano kao "sakralna graditeljska baština".